# Ґодзішево (Поморське воєводство)
Ґодзішево (пол. Godziszewo, нім. Gardschau) — село в Польщі, у гміні Скаршеви Староґардського повіту Поморського воєводства.
Населення — 688 осіб (2011).

## Демографія
Демографічна структура станом на 31 березня 2011 року:
|          | Загалом | Допрацездатний вік | Працездатний вік | Постпрацездатний вік |
| -------- | ------- | ------------------ | ---------------- | -------------------- |
| Чоловіки | 333     | 74                 | 239              | 20                   |
| Жінки    | 355     | 88                 | 216              | 51                   |
| Разом    | 688     | 162                | 455              | 71                   |